# Instant Party!
Instant Party! è il sesto album in studio del duo musicale statunitense The Everly Brothers, pubblicato nel 1962.

## Tracce
Side 1
1. Step It Up and Go (trad.; accr. Don Everly, Phil Everly sotto lo pseudonimo di Jimmy Howard) - 1:58
2. Theme From Carnival (Love Makes the World Go 'Round) (Bob Merrill) - 2:40
3. Jezebel (Wayne Shanklin) - 2:20
4. True Love (Cole Porter) - 1:59
5. Bye Bye Blackbird (Mort Dixon, Ray Henderson) - 3:15
6. When It's Night-Time in Italy It's Wednesday Over Here (Lew Brown, James Kendis) - 2:00

Side 2
1. Oh! My Pa-Pa (O Mein Papa) (Paul Burkhard, Geoffrey Parsons, John Turner) - 2:08
2. Trouble in Mind (Richard M. Jones) - 2:30
3. Autumn Leaves (Joseph Kosma, Johnny Mercer, Jacques Prévert) - 2:50
4. Long Lost John (adat. Ike Everly) - 1:49
5. The Party's Over (Betty Comden, Adolph Green, Jules Styne) - 2:14
6. Ground Hawg (adat. Ike Everly) - 2:02

## Formazione
- Don Everly – chitarra, voce
- Phil Everly – chitarra, voce
- Chet Atkins – chitarra elettrica
- Hank Garland – chitarra elettrica
- Luther Brandon – chitarra acustica
- Floyd Chance – basso
- Floyd Cramer – piano
- Buddy Harman Jr. – batteria